# Macropsis norrisi
Macropsis norrisi är en insektsart som beskrevs av Evans 1941. Macropsis norrisi ingår i släktet Macropsis och familjen dvärgstritar. Inga underarter finns listade i Catalogue of Life.